# Фелікс Гофман
Фелікс Гофман (нім. Felix Hoffmann, 21 січня 1868, Людвігсбург — 8 лютого 1946, Швейцарія) — німецький хімік, першим синтезував лікарські препарати аспірин і героїн під час роботи на компанію Байєр.

## Біографія
Навчався Хофман хімії в Мюнхенському Університеті, в 1894 році поступив на службу в дослідне відділення Bayer в Ельберфельді (сьогодні адміністративний округ міста Вупперталь).
Найбільш відоме своє відкриття здійснив 10 серпня 1897 року, вперше отримавши зразки ацетилсаліцилової кислоти у формі, можливої для медичного застосування. Bayer зареєструвала нові ліки під торговою маркою аспірин. В цьому ж році Хофман проводить експерименти з ацилювання морфіну, отримуючи лікарський героїн.
Необхідно згадати, що обидві речовини вперше синтезувалися до Хофмана (ацетилсаліцилова кислота — Шарлем Фредеріком Жераром в 1853 році, героїн — Алдером Райтом), проте саме Хофман отримав їх у формах придатних для лікарського застосування.